# ممر تصفح

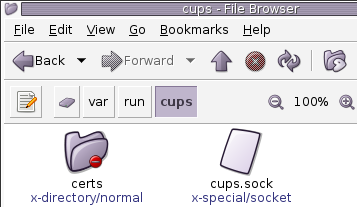

 ممر تصفح  في مجال الحاسوب ونحوه هو ترتيب للصفحات التي ترتبط بالصفحة التي يطلع عليها المستخدم، أو التي اطلع عليها أثناء تصفحه، في قائمة تعرض أعلى الصفحة مثلا.